# Cum narrativo
Il cum narrativo (detto anche cum historicum) è una struttura sintattica propria della grammatica latina. Consiste in una proposizione subordinata introdotta dalla congiunzione cum. Il verbo della subordinata è al modo congiuntivo e il tempo è coordinato con quello della proposizione reggente, secondo la consecutio temporum. Questa struttura, usata per lo più nelle narrazioni (da cui il nome), può avere un valore temporale (quando, dopo che...), causale (poiché...), concessivo (benché...) o condizionale (se, qualora...).

## Traduzione
Per capire il cum e il congiuntivo bisogna comprendere questi concetti:
- Contemporaneità, cioè valore dato alla subordinata per indicare una contemporaneità (azione compiuta nello stesso momento) rispetto alla proposizione reggente;
- Anteriorità, cioè valore dato alla subordinata per indicare un'anteriorità (azione compiuta precedentemente) rispetto alla frase reggente;
- Tempo principale, cioè un verbo del sistema del presente formato dalla radice del presente;
- Tempo storico, cioè un verbo del sistema del perfetto formato dalla radice del perfetto.

A seconda dei due valori dati e dei due verbi usati distinguiamo così:
Cum + congiuntivo (seguendo questo schema)
|                             | Contemporaneità (Gerundio semplice) | Anteriorità (Gerundio composto) |
| --------------------------- | ----------------------------------- | ------------------------------- |
| Tempo principale (retto da) | Cong.presente                       | Cong.perfetto                   |
| Tempo storico (retto da)    | Cong.imperfetto                     | Cong.piuccheperfetto            |

Quindi per esprimere contemporaneità si usa il Congiuntivo presente, se nella reggente c'è un tempo principale o il Congiuntivo imperfetto, se nella reggente c'è un tempo storico.
Per esprimere anteriorità si usa il Congiuntivo perfetto, se nella reggente c'è un tempo principale o il Congiuntivo piucheperfetto, se nella reggente c'è un tempo storico.
Ribadendo tale concetto, per maggiore chiarezza, in presenza di un tempo principale si utilizza il Congiuntivo presente nell'azione contemporanea, il Congiuntivo perfetto, nell'azione anteriore. In presenza di un tempo storico si utilizza il Congiuntivo imperfetto, nell'azione contemporanea, il Congiuntivo piuccheperfetto, nell'azione anteriore.
Dal latino all'italiano, come si evince dalla tabella, si traducono con il gerundio semplice,  i verbi indicanti contemporaneità (congiuntivo presente e imperfetto), con il gerundio composto, i verbi indicanti anteriorità (congiuntivo perfetto e piuccheperfetto).
Esempi:
- Cum hostes videat, Caesar progreditur = Vedendo i nemici, Cesare avanza;
- Cum hostes videret, Caesar progressus est = Vedendo i nemici, Cesare avanzò;
- Cum hostes viderit, Caesar progreditur = Avendo visto i nemici, Cesare avanza;
- Cum hostes vidisset, Caesar progressus est = Avendo visto i nemici, Cesare avanzò.

## Traduzione delcum narrativum
Per tradurre il cum narrativum in italiano correttamente, bisogna considerare il tempo del congiuntivo che segue il cum; ecco le possibili casistiche:

### CASO A:cum+ congiuntivo presente
Nel caso che il congiuntivo sia presente, significa che c'è contemporaneità nel presente, di conseguenza il cum narrativum si rende col gerundio semplice;
- Cum tandem nuntium de meo filio veniat, sum aequior.

Cum + congiuntivo presente si rende col gerundio semplice, mantenendo il rapporto di contemporaneità nel presente:
- Arrivando finalmente una notizia su mio figlio, sono più sereno.

### CASO B:cum+ congiuntivo imperfetto
Nel caso che il congiuntivo sia imperfetto, significa che c'è contemporaneità nel passato, di conseguenza il cum narrativum si rende col gerundio semplice;
- Cum tandem nuntium de meo filio veniret, eram aequior.

Cum + congiuntivo imperfetto si rende col gerundio semplice, mantenendo il rapporto di contemporaneità nel passato:
- Arrivando finalmente una notizia su mio figlio, ero più sereno.

### CASO C:cum+ congiuntivo perfetto
Nel caso che il congiuntivo sia perfetto, significa che c'è anteriorità nel presente, di conseguenza il cum narrativum si rende col gerundio composto;
- Cum tandem nuntium de meo filio venerit, sum aequior.

Cum + congiuntivo perfetto si rende col gerundio composto, mantenendo il rapporto di anteriorità nel presente:
- Essendo arrivata finalmente una notizia su mio figlio, sono più sereno.

### CASO D:cum+ congiuntivo piuccheperfetto
Nel caso che il congiuntivo sia piucchepperfetto, significa che c'è anteriorità nel passato, di conseguenza il cum narrativum si rende col gerundio composto;
- Cum tandem nuntium de meo filio venisset, eram aequior.

Cum + congiuntivo piuccheperfetto si rende col gerundio composto, mantenendo il rapporto di anteriorità nel passato:
- Essendo arrivata finalmente una notizia su mio figlio, ero più sereno.

## La polivalenza delcum narrativum
La traduzione del cum narrativum però non si deve limitare al meccanico gerundio, infatti questo costrutto offre di più: si dice che il cum narrativum è una costruzione polivalente, nel senso che assume diverse sfumature di significato; le principali sono:
1) Sfumatura temporale
2) Sfumatura causale
3) Sfumatura concessiva
Di rado questo costrutto può avere valore di subordinata condizionale o avversativa.

### Sfumatura temporale
Il cum narrativum può assumere il valore di proposizione temporale, quindi può essere tradotto con "quando"; vediamo subito un esempio:
- Caesari cum id nuntiatum esset, eos per provinciam nostram iter facere conari, maturat ab urbe proficisci. (Ces.)

Ecco come sarebbe la traduzione con il gerundio:
- Essendo stato annunciato ciò a Cesare, cioè che gli Elvezi tentavano di passare per la nostra provincia, egli si affrettò a partire dalla città.

Ecco come si rende il cum narrativum con sfumatura temporale:
- Quando fu annunciato ciò a Cesare, cioè che gli Elvezi tentavano di passare per la nostra provincia, egli si affrettò a partire dalla città.

### Sfumatura causale
Il cum narrativum può assumere il valore di proposizione causale, quindi può essere tradotto con "poiché"; vediamo subito un esempio:
- Cum esset propter bellum fames, tumultus dissensionesque inter pauperes exardescebant.

Ecco come sarebbe la traduzione con il gerundio:
- Essendoci mancanza di viveri a causa della guerra, scoppiavano rivolte e contrasti tra i poveri.

Ecco come si rende il cum narrativum con sfumatura causale:
- Poiché c'era mancanza di viveri a causa della guerra, scoppiavano rivolte e contrasti tra i poveri.

### Sfumatura concessiva
Il cum narrativum può assumere il valore di proposizione concessiva, quindi può essere tradotto con "benché"; vediamo subito un esempio:
- Cum velim consolatum capere, nequeo quod non sum nobilis.

Ecco come sarebbe la traduzione con il gerundio:
- Pur volendo ottenere il consolato, non posso perché non sono un nobile.

Ecco come si rende il cum narrativum con sfumatura concessiva:
- Benché io voglia ottenere il consolato, non posso perché non sono un nobile.